# Empirische Formel
|                                            | Dieser Artikel wurde im Portal Wissenschaft zur Verbesserung eingetragen. Hilf mit, ihn zu bearbeiten, und beteilige dich an der Diskussion! |
| Vorlage:Portalhinweis/Wartung/Wissenschaft | |

Eine empirische Formel ist eine mathematische Beziehung, die auf empirischem Wege, also mittels der Methode von Versuch und Irrtum, entdeckt bzw. aus experimentellen Daten als Näherungsformel aufgestellt wurde. Sie hatte folglich zum Zeitpunkt ihrer Entdeckung in der Regel keine theoretische Rechtfertigung, aus der man sie hätte deduktiv ableiten können.
Insbesondere handelt es sich dabei auch um Formeln, welche keine direkte physikalische Einheitenbeziehung zwischen einzusetzenden und resultierenden Größen besitzen. Im Einzelfall legen daher Zusatzhinweise zu den empirischen Formeln die Einheiten fest. Dies äußert sich darin, dass man die einzusetzenden Größen in eine bestimmte Einheit umrechnen muss und hiernach nur deren Zahlenwerte einzutragen hat (Zahlenwertgleichung). Den resultierenden Zahlenwert muss man in der Folge einer Einheit zuordnen, welche sich nicht aus der Gleichung selbst ergibt und daher ebenfalls den Nebenbemerkungen entnommen werden  muss.
Besonders weit verbreitet sind derartige Gleichungen in den Ingenieurwissenschaften und der Hydrologie, aber auch in zahlreichen anderen Naturwissenschaften.
Beispiele:
- Johannes Kepler fand die nach ihm benannten Gesetzmäßigkeiten, welche die beobachteten Bewegungen der Planeten beschreiben.
- Johann Jakob Balmer konnte durch geschicktes Umformen die Wellenzahlen der Linien im Spektrum des Wasserstoffs in ganze Verhältnisse auflösen, siehe Balmer-Serie.
- Mordehai Milgroms Formel beschreibt die Spiralbewegung von Galaxien.
- Die Titius-Bode-Reihe beschreibt in der Astronomie eine Regel der Entfernungen der Planeten von der Sonne.
- Die Magnus-Formel dient zur näherungsweisen Bestimmung des Sättigungsdampfdruckes von Wasser.
- In der Chemie ist es das einfachste Zahlenverhältnis, in dem Elemente in einer chemischen Verbindung vorkommen, siehe Verhältnisformel.
- Formel zur Berechnung der gefühlten Temperatur, bedingt unter anderem durch den Windchill-Effekt